# Nicolai Hanson
Nicolai Hanson (Norvégia, Kristiansund, 1870. augusztus 24. – Antarktika, Adare-fok, 1899. október 14.) norvég zoológus, preparátor és sarkkutató. 1898-ban vezető zoológusként csatlakozott Carsten Borchgrevink déli-sarki kutatóútjához, a Southern Cross-expedícióhoz, melynek során megbetegedett és életét vesztette. Hamvait az expedíciós tábor közelében, az Adare-fokon temették el. Hanson volt az első, antarktiszi szárazföldön eltemetett személy. Sírja még ma is áll, és az Antarktisz különösen védett történelmi helyei és emlékművei közé tartozik.

## Fiatalkora és tanulmányai
Nicolai Hanson a norvégiai  Møre og Romsdal megyében található Kristiansund városban született, 1870. augusztus 24-én, Anton Steger Hanson (1836) hajózási ügynök és Sophie Normandine Hanson (1844) gyermekeként. A kilencgyermekes családban ő volt a legidősebb gyermek. Hanson a Királyi Fredericks Egyetemen (a mai Osloi Egyetemen) biológiát tanult Robert Collett professzornál, majd a kristianiai Állattani Múzeum és a londoni British Museum gyűjteményei részére készített preparátumokat Észak-Norvégiában.

## A Southern Cross-expedíció
A fiatal Hansont Robert Collett professzor beajánlotta Carsten Borchgrevink felfedezőnek, aki abban az időben szervezte saját Antarktisz-expedícióját, a Southern Cross-expedíciót. A kutatóút Sir George Newnes brit lap- és könyvkiadó anyagi támogatásával, magánvállalkozásként jött létre. Bár a Southern Cross Newnes kérésére brit lobogó alatt hajózott, azonban a 30 fős legénységből csupán két brit, egy ausztrál és egy svéd volt a hajón, a többiek – mint Hanson – mind norvégok voltak. Az ajánlás folytán Hanson vezető zoológusként csatlakozhatott Borchgrevink expedíciós csapatához. Mivel tapasztalt síző és képzett vadász volt, megbízást kapott az expedíció fegyvereivel, a lőszerekkel, az üzemanyaggal és a világítással kapcsolatos feladatok ellátására is.

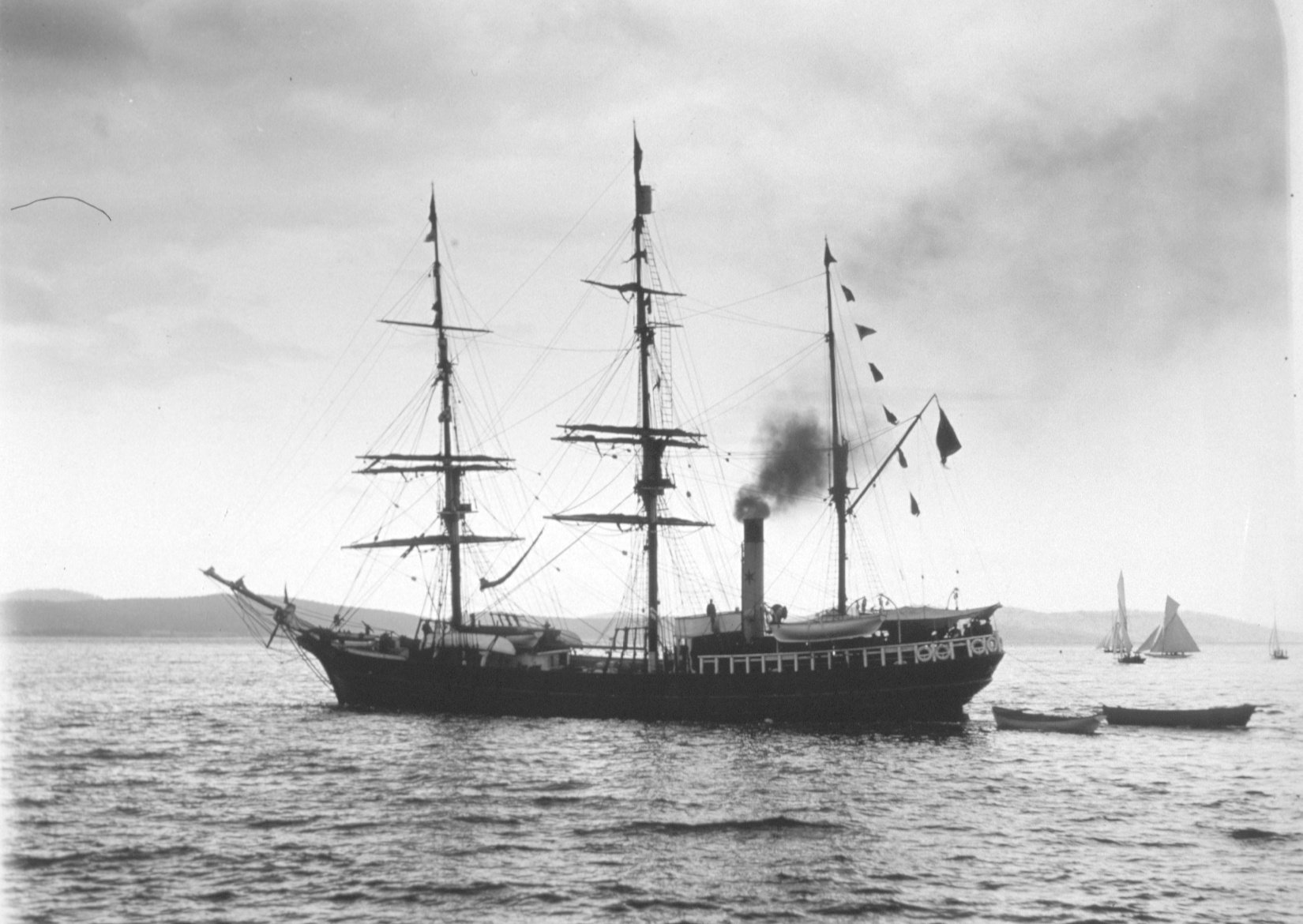
A Southern Cross, Borchgrevink expedíciós hajója

A Southern Cross 1898. augusztus 22-én futott ki Londonból. Hanson már útközben, 1898 szeptemberében, nem sokkal a Zöld-foki szigetek elhagyását követően – több társával együtt – súlyosan megbetegedett; Borchgrevik szerint tífuszt kapott. A több, mint három hétig tartó lázas betegség és a hőség nagyon legyengítette szervezetét, azonban később – még a hajóút során – teljesen felgyógyult betegségéből.
A Southern Cross miután a tasmaniai Hobartban feltöltötte a készleteket, a zajló jégen keresztültörve végül 1899. február 17-én lehorgonyzott az Adare-foknál, a part közelében. A parton az expedíció tagjai két, előre gyártott elemekből készült kunyhót építettek: egy személyzeti szállást és egy raktárhelyiséget. Ezek voltak az első, ember által alkotott építmények az antarktiszi szárazföldön. Miután 1899. március 2-án befejezték a téli szállás kialakítását, Borchgrevink – anyja tiszteletére – „Camp Ridley” névre keresztelte a tábort. Az expedíció résztvevői – a világon elsőként – a teljes telet az antarktiszi szárazföldön töltötték. Az antarktiszi nyár fennmaradó néhány hetében a csapat tagjai a kutyákkal és szánokkal való közlekedést gyakorolták a tenger befagyott jegén, a Robertson-öbölben, felderítették a partszakaszt, mintákat gyűjtöttek, valamint fókákra és pingvinekre vadásztak, hogy azzal kiegészítsék élelmiszerkészleteiket. Hanson ebben az időszakban asszisztense, Hugh Blackwell Evans segítségével egyedülálló gyűjteményt hozott létre az antarktiszi állatvilág kitömött példányaiból. A napok egyre rövidültek, és a sarkvidéki tél közeledtével egyre ritkábbak lettek a kültéri tevékenységek. 

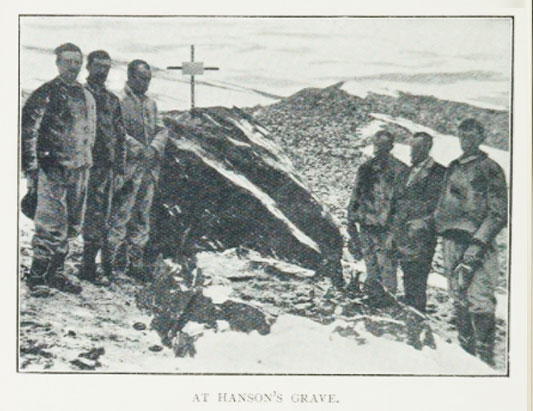
Nikolai Hanson sírjánál

Hanson 1899 júniusában ismét súlyosan megbetegedett, az expedíció orvosa, Herluf Kløvstad véleménye szerint skorbut vagy beri-beri támadta meg a szervezetét, melyet emésztőrendszeri fertőzés is súlyosbított. Louis Bernacchi leírása szerint Hanson súlyos fejfájástól szenvedett és gyakorlatilag nem tudott lábra állni. Végtagjai duzzadtak voltak és szinte teljesen érzéketlenek; akár egy tűt is bele tudtak szúrni anélkül, hogy fájdalmat érzett volna. Bár állapota a kezelések ellenére folyamatosan romlott és egy idő után képtelen volt elhagyni a szállást, Bernacchi elmondása szerint a csapat egyik legvidámabb tagja volt, és gyakran szórakoztatta őket a norvég hegyek közt átélt élményeivel. Végül szervezete nem bírta tovább a megpróbáltatásokat és 1899. október 14-én, hajnali 3 órakor elhunyt.
Nicolai Hanson hamvait – kérésének megfelelően – az Adare-fok feletti hegygerincen temették el. A sírhelyet dinamittal kellett a kemény, fagyott talajból kirobbantani. Miután a norvég zászlóval borított fakoporsót a sírba eresztették és eltemették, a sírt egy nagy kőhöz rögzített, fából készült kereszttel és táblával jelölték meg. Hanson volt az első ember, akit az antarktiszi szárazföldön temettek el.
Hanson halála után három hónappal, 1900. január 28-án a Southern Cross visszatért az Adare-fokra. Ezt követően a parti csapat tábort bontott, meglátogatta Hanson sírját és a hajó február 2-án elhagyta az Adare-fok térségét. Az expedíció ezután, Sir James Clark Ross óta először, eljutott a Ross-selfjéghez (korabeli nevén a Nagy jégfalhoz), amelyen elsőként sikerült partra szállniuk és ott új rekordot állítottak fel a 78°50' déli szélesség elérésével. Az expedíció során számos természettudományi kutatást, mérést és gyűjtést valósítottak meg. Ennek körében folyamatos meteorológiai és mágnesességi megfigyeléseket végeztek, meghatározták a déli mágneses pólus akkori helyzetét és részletesen feltérképezték az Adare-fok térségét, valamint a Ross-selfjég partvidékét. Az expedíciós csapat végül 1900. április 1-én tért vissza Új-Zélandra.

## Tudományos eredményei
Hanson állattani gyűjteményét, az általa készített preparátumokat a Southern Cross visszatérését követően, 1900 októberében átadták a Natural History Museumnak (a londoni Természettudományi Múzeumnak), azonban Hanson, expedíció során készített tudományos feljegyzéseinek nyoma veszett. A múzeum és Borchgrevink között heves, nyilvános vita alakult ki Hanson jegyzetfüzeteinek eltűnése miatt. Louis Bernacchi – más expedíciós tagok által megerősített – előadása szerint Hanson, halálát megelőzően, az állattani jegyzeteket és a gyűjtemény darabjainak leírását tartalmazó jegyzetfüzeteket átadta Borchgrevinknek, aki azonban tagadta ennek megtörténtét. Az a tény, hogy a jegyzetek nem kerültek elő, jelentősen megnehezítette a preparátumok beazonosítását és rendszerezését, mivel azok nagyrészt nem voltak felcímkézve. A múzeum ezután felvette a kapcsolatot Hanson özvegyével, aki a múzeum rendelkezésére bocsátotta Hanson, biológiai megfigyeléseket is tartalmazó személyes naplójának angol fordítását, melyet Hanson apja, Anton Steger Hanson készített. A töredékes források alapján a Southern Cross-expedíció állattani kutatásainak eredményeit Ray Lankester múzeumigazgató tette közzé, több mint 300 oldalas tanulmányában 1902-ben.

## Emlékezete

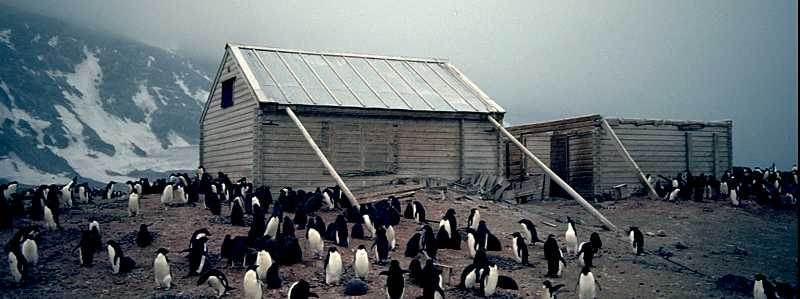
Borchgrevink kunyhói az Adare-fokon

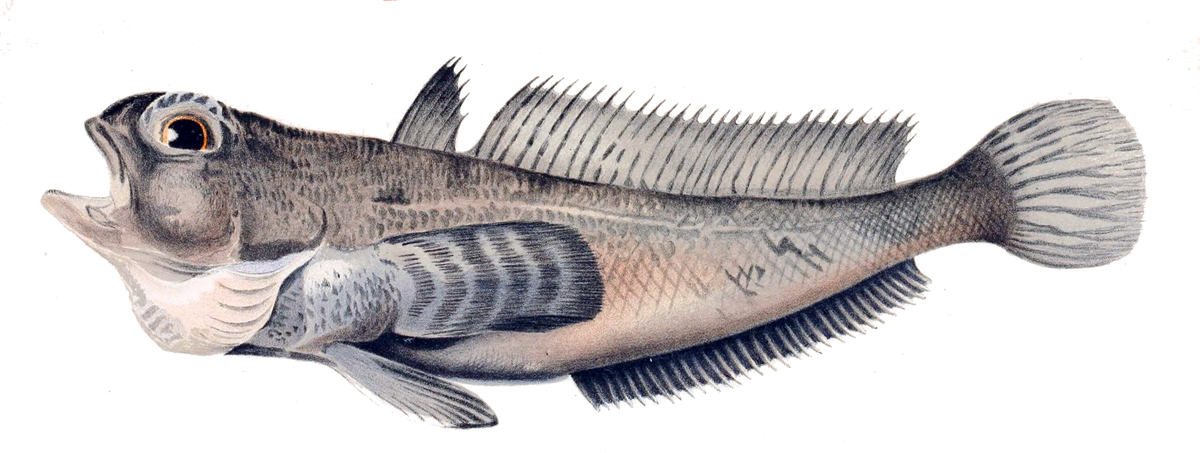
Trematomus hansoni

Hanson nem sokkal az expedíció indulása előtt házasodott meg. Feleségét, Johanne Hansont és az expedíciós hajó kifutását követően született gyermekét, Johanne Hanson Vogtot (1898–1999) hagyta hátra.
Louis Bernacchi, a Robert Falcon Scott által vezetett Discovery-expedíció során, 1902-ben meglátogatta Hanson sírját, az Adare-fokon, majd közel tíz évvel később a Terra Nova-expedíció északi csapata is felkereste a Southern Cross-expedíció táborhelyét. Ez utóbbi alkalommal Frank Vernon Browning (1882–1930) tengerész a sírt helyreállította és megtisztította, majd azt fekete bazaltkövekből rakott háttéren fehér kvarckristályokból formázott kereszttel és „HANSON“ felirattal díszítette.
Az Adare-fokon, Carsten Borchgrevink által emelt épületek és Hanson sírja még a mai napig is állnak, és egy nemzetközileg elismert történelmi helynek számítanak. Az új-zélandi Antarktiszi Örökség Alapítvány kezdeményezésére a tábor területe és az ott található épületek az Antarktisz-egyezmény alapján az Antarktisz különösen védett területének minősülnek (ASPA 159), amely az egyezmény szerinti legmagasabb védettségi szintet jelenti. Borchgrevink kunyhóinak maradványai Új-Zéland és az Egyesült Királyság javaslatára Történelmi hely vagy emlékmű minősítést kapott (HSM 22), ugyanúgy mint Nicolai Hanson sírja (HSM 23).
Az Antarktiszon két földrajzi hely őrzi Nicolai Hanson nevét: az Adare-foktól 6 kilométerre délre található, 1255 méter magas Hanson-csúcs (Hanson Peak) és a – szintén a Viktória-földön található – 965 méter magas Hansen-nunatak (Hansen Nunatak). George Albert Boulenger zoológus róla nevezte el a Trematomus hansoni, antarktiszi vizekben honos halfajt.